# Раш Вали (Јута)
Раш Вали (енгл. Rush Valley) град је у америчкој савезној држави Јута.

## Демографија
По попису из 2010. године број становника је 447, што је 6 (-1,3%) становника мање него 2000. године.
| Група             | 2000.       | 2010.       |
| Белци             | 443 (97,8%) | 429 (96,0%) |
| Афроамериканци    | 0 (0,0%)    | 1 (0,2%)    |
| Азијати           | 0 (0,0%)    | 0 (0,0%)    |
| Хиспаноамериканци | 5 (1,1%)    | 4 (0,9%)    |
| Укупно            | 453         | 447         |